# Melanomya nox
Melanomya nox är en tvåvingeart som beskrevs av Downes 1986. Melanomya nox ingår i släktet Melanomya och familjen spyflugor.
Artens utbredningsområde är Ohio. Inga underarter finns listade i Catalogue of Life.